# Le Chaffaut-Saint-Jurson
Le Chaffaut-St-Jurson là một xã ở tỉnh Alpes-de-Haute-Provence, vùng Provence-Alpes-Côte d’Azur ở đông nam nước Pháp.